# Vale (Oregon)

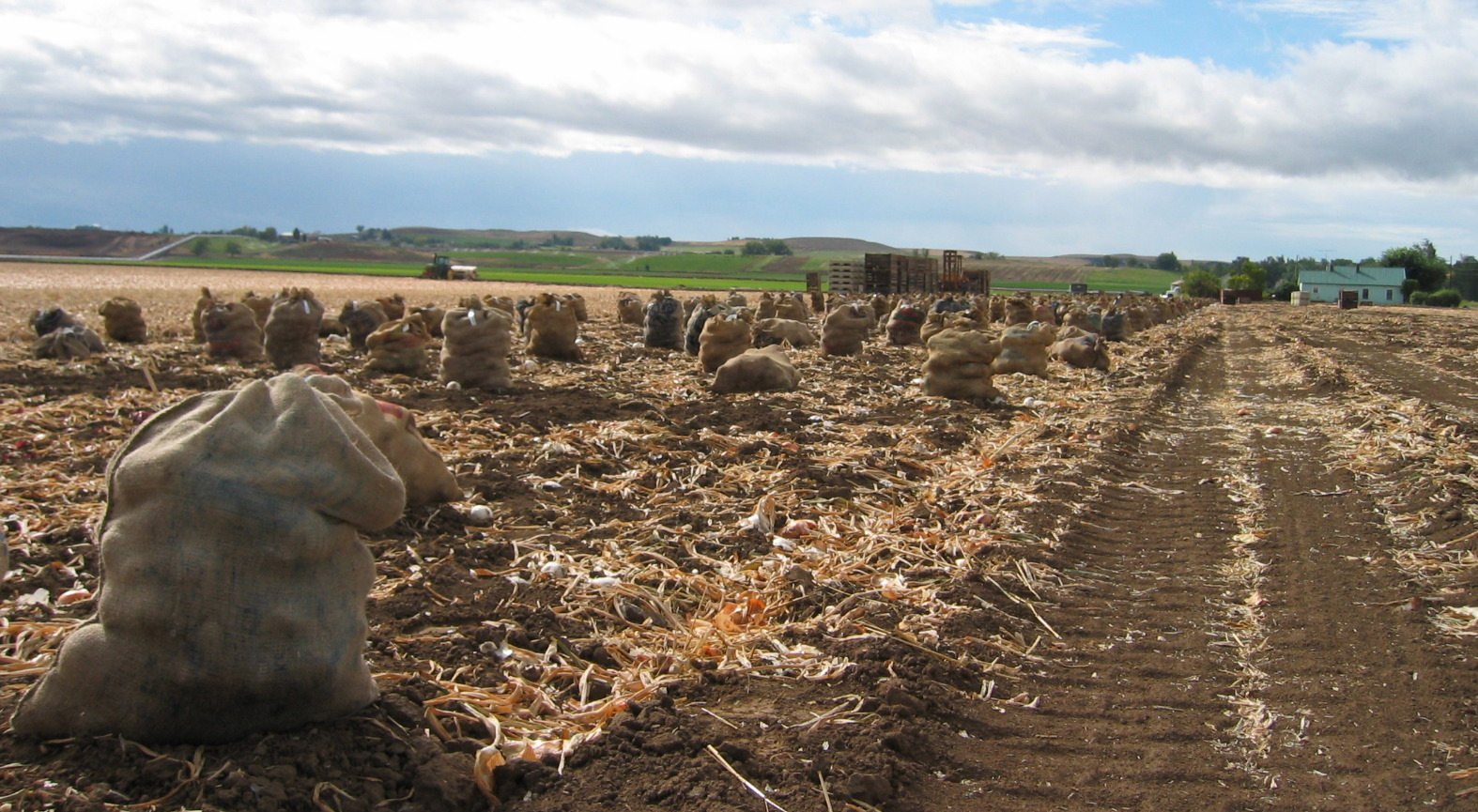
Uienteelt in Vale

Vale is een plaats (city) in het uiterste oosten van de Amerikaanse staat Oregon en de county seat van Malheur County.

## Geschiedenis
De plaats groeide dankzij de Oregon Trail, waarlangs het de eerste stop in Oregon was. In 1883 werd een postkantoor met de naam Vale geopend en het stadje werd in 1889 incorporated.

## Demografie
Bij de volkstelling in 2000 werd het aantal inwoners vastgesteld op 1976. In 2006 is het aantal inwoners door het United States Census Bureau geschat op 1917, een daling van 59 (-3,0%).

## Geografie
Volgens het United States Census Bureau beslaat de plaats een oppervlakte van 2,8 km², geheel bestaande uit land.

## Plaatsen in de nabije omgeving
De onderstaande figuur toont nabijgelegen plaatsen in een straal van 32 km rond Vale.